# Drosophila lacteicornis
Drosophila lacteicornis är en tvåvingeart som beskrevs av Toyohi Okada 1965. Drosophila lacteicornis ingår i släktet Drosophila och familjen daggflugor.
Artens utbredningsområde är Okinawa.